# El Salvador nos Jogos Pan-Americanos de 2015
El Salvador competiu nos Jogos Pan-Americanos de 2015 em Toronto de 10 a 26 de julho de 2015. O país competiu em 12 esportes com 52 atletas e conquistou 1 medalha de prata e 2 bronzes.